# Palaemnema apicalis
Palaemnema apicalis là loài chuồn chuồn trong họ Platystictidae. Loài này được Navás mô tả khoa học đầu tiên năm 1924.